# Non è un caso se l'amore è complicato
Non è un caso se l'amore è complicato è un singolo del gruppo musicale italiano Dear Jack pubblicato il 20 aprile 2018 come primo estratto dal quarto album in studio Non è un caso se....

## Video musicale
Il video, diretto da Gaetano Morbioli, è stato reso disponibile il 20 aprile 2018 attraverso il canale YouTube del gruppo.

## Tracce
1. Non è un caso se l'amore è complicato – 3:50